# Umetna inteligenca v igrah
Umetna inteligenca se dandanes čedalje večkrat pojavi v več vrstah video iger in sicer da ustvarijo inteligentno obnašanje nečloveških računalniških vodenih likih, ki jim večkrat pravimo tudi boti. Tako obnašanje je ustvarjeno z uporabo algoritmov. Cilj teh likov oziroma botov je oponašati človeka v največji možni meri, kar vključuje tudi zavest in čustva.

## Razvoj umetne inteligence v igrah
Umetna inteligenca v igrah se razvija zelo hitro v primerjavi z "pravo" umetno inteligenco. Umetne inteligence in tiste v igrah ne moremo popolnoma enačiti, ker naj bi se prava umetna inteligenca učila iz zunanjih podatkov in iz svojih napak. V veliko igrah, za primer lahko vzamemo eno izmed najbolj popularnih iz današnjega časa Counter strike global offensive, boti le izvajajo določeno zaporedje ukazov ter upoštevajo nekatera v naprej določena pravila. V tej "streljačini", se boti le premikajo na vnaprej določena območja in te po veliko neuspelih poskusih ubijejo, če jih mi ne prej. Ti boti se ne naučijo, kje smo jih ubili, zato lahko to izkoriščamo in jih lahko vsakič premagamo po isti strategiji. Ravno to je razlog, da se ta vrsta umetne inteligence lahko hitreje razvija. "Prava umetna inteligenca" se razvija precej počasi, glavni razlog zato pa je premajhna zmogljivost računalnikov. 

## Zgodovina
Nekateri izmed prvih računalniških programov so bili ustvarjeni za premagovanje človeških igralcev. Program, ki ga je je napisal Arthur Samuel na začetku šestdesetih let je prvi, ki je uspel premagati amaterskega igralca dame. Mejnik v umetni inteligenci, ki se uporablja v igrah, je postavil IBM-ov računalnik Deep Blue, ki je leta 1997 premagal šahovskega velemojstra Garryja Kasparova v nizu šahovskih iger. Umetna inteligenca je tudi temelj veliko arkadnih iger v sedemdesetih in osemdesetih letih dvajsetega stoletja. UI se je kasneje razvil tudi v več strategijskih igrah, ena izmed bolj zahtevnih za računalnik danes je Freeciv, kjer mora računalnik obdelati zelo veliko informacij naenkrat. Do današnjega dne se je UI razvil v veliko vrst iger.

## Uporaba

### Današnje igre
Umetna inteligenca se danes uporablja v zelo veliko vrstah iger, morda še najbolj na področju prvo osebnih streljačinah oziroma FPS. V večini takih in podobnih igricah se pojavi nekakšen spopad med NPC (Non- Player Charachter) oziroma računalnikom in samim igralcem. Da se NPC obnaša čim bolj človeku podobno in je za igralca zanimiv in vsakič drugačen izziv je potrebna sposobna umetna inteligenca. Poglavitna naloga NPC-ja je podati čim bolj človeški odziv na igralčeve poteze. Na začetku so bile igre bolj nezanimive in toge, ker je bila UI manj razvita in ni imela več različnih funkcij, ki jih danes poznamo.

### Uporaba v namiznih igrah
Umetna inteligenca se uporablja v zelo veliko namiznih igrah, naštetih je le nekaj najbolj znanih v kateri najdemo UI.
- šah
- dama
- poker
- bridž
- go
- pasjansa

Spodaj je na kratko predstavljen računalniški program AlphaGo.
AlphaGo je program, ki je večkrat premagal najboljše igralce igre Go v zadnjih letih. Je prvi program, ki je premagal svetovnega prvaka v tej igri in najmočnejši igralec igre Go. Program AlphaGo ima podporo osebja iz podjetaja Google DeepMind. Ta program je ogromen dosežek na področju umetne inteligence, ker je Go igra, ki ima ogromno različnih možnosti in je zato zelo zahtevna za računalnik. Igra go se je razvija na Kitajskem in stara več tisočletij. Popularna ostaja, ker se je vsak posameznik zmožen naučiti pravil zelo hitro, izkušene igralce pa ohranja s tem, da lahko postane zelo zapletena in ima nešteto možnih zapletov, tako podobno kot šah.

## Prihodnost UI v igrah
Umetna inteligenca v igrah je relativno novo področje in ima še ogromno področje, ki se ga da izpopolniti. Velika oviro pir tem predstavljajo premalo zmogljivi računalniki, ki pa so čedalje zmogljivejši in morda bo UI v igricah tako razvita, da bo lahko s človekom normalno komunicirala in podajala povsem človeške odzive. Zanimivo bo videti, kako bo razvoj umetne inteligence vplival na razvoj prave umetne inteligence.